# Tigresas (saga literaria)
La Serie Tigresas es una serie literaria escrita por Jade Lee que cuenta con seis libros vagamente relacionados entre sí que cuentan la historia de tres mujeres, dos blancas y una china, que se unen a la secta china prerrevolucionaria de las tigresas.

## Argumento general de la serie
El fondo de las tres historias es el mismo, la secta de las Tigresas, pero cada uno cuenta la historia de una mujer distinta, si bien es cierto que en determinados aspectos son parecidos en los seis libros.
La forma de abordar cada historia cambia desde el punto de vista de las dos blancas o el de la china, siendo los dos primeros como un relato de "escape" de su vida "normal" ingresando a un mundo nuevo y a una lucha extranjera que ellas hacen suyas propias, mientras que  en la historia de la mujer china que retrata como por honor tiene que superarse más que lo que ya había hecho debido a que dos extranjeras habían conseguido lo que ella no. Retrata que incluso se va a dar muerte a sí misma pero es detenida por un hombre.
Las seis historias son historias de novela romántica, pero descritas desde puntos de vista distintos a los que se suele estar acostumbrado en este tipo de novelas. Aparte tienen dosis considerables de erotismo.

## Orden de la saga
La publicación de esta saga en España se hizo mediante la editorial Manderley - Santillana Edición General, la cual no publicó sus obras en el orden cronológico, ya que el libro de La tigresa ardiente fue publicado en el segundo puesto, en vez de en el cuarto. Aparte de eso, en España se publicaron los tres primeros libros en 2007, mientras que los otros tres no se han publicado a día de hoy.